# Fluentes
Fluentes je hrvatski pop rock sastav osnovan 2004. godine u Đakovu. 
Goran Bošković, frontmen grupe te glavni autor glazbe i tekstova, osniva Fluentes 2004. godine u Đakovu. Tijekom godina nižu se pjesme a producentsku ulogu za glazbu sastava preuzima Željko Nikolin u Osijeku. U 2015. godini u Music Pubu Zlatka Turkalja pjesmom godine proglašena je "Pođi na put" grupe Fluentes u kojoj je gostovala Jelena Radan. Fluentes 2017. objavljuje prvi zapaženiji single "Pusti da ljubav nosi me", koji je dosegao visoko 4. mjesto na nacionalnoj top ljestvici, a nakon njega i prvi album "Igra čekanja". Music Pub Zlatka Turkalja sastavu 2018. godine dodjeljuje nagradu i proziva Fluentes grupom godine 2017. Sa singlom "Napokon" nastupaju na 65. Zagrebačkom festivalu. 2018. godine, čime pažnju struke skreću na sebe, a uskoro im slijedi i nominacija za glazbenu nagradu Porin u kategoriji "Novi izvođač godine". Na dodjelama 25. Porina 2018. godine u Splitu Fluentes osvaja Porina za Novog izvođača godine, te otvaraju novo poglavlje sa zrelijim zvukom koji će biti zastupljen na drugom albumu očekivanom tijekom 2019. godine.

## Članovi
- Goran Bošković – vokal, akustična gitara
- Andrej Car – električna gitara
- Matija Nikolin – bas gitara
- Tomislav Hajduković – bubnjevi, perkusije
- Davor Dedić – klavijature

## Biografija
Fluentes je osnovan početkom 2004. godine nakon raspada tadašnje grupe Nova izdavanjem prvog singla “Kad podigneš zid”. U izvornom sastavu su bili Goran Bošković i Andrej Car te još Mladen Čuturilo, Kruno Štrk i Damir Svalina.
Bend se nakon godinu dana rada na pjesmama raspadne, a Goran samostalno nastavi snimati demopjesme i održava koncert u Osijeku s Jelenom Radan na kojem nastaju snimke uživo (“Better”, “Pođi na put”, “Dreaming My Dreams” i dr.) koje su kasnije objavljene na YouTubeu.
Fluentes na Facebook stranici okuplja brojne fanove zbog čega se Goran, Kruno i Andrej ponovno okupljaju te se bendu pridružuje Antonio Krupilnicki na basu. U studiju Marija Zbiljskog snimaju pjesmu “Upside down”, koja kasnije u hrvatskoj verziji postaje “Opet zaljubljen”.
2013. godine Fluentes po prvi put potpisuje ugovor s izdavačkom kućom Menart te objavljuje svoj singl “Opet zaljubljen”. Bendu se na basu pridružio Matija Nikolin, te se nizaju singlovi “Možda mir”, “Nisam sam”, te reizdanje prvog singla “Kad podigneš zid.”
U veljači 2015. godine izlazi pjesma “Pođi na put” u suradnji s Jelenom Radan koja osvaja srca mnogih slušatelja te i nagradu Music Pub Zlatka Turkalja za pjesmu godine 2015. Spot za pjesmu snima član benda Andrej Car, kao i za sljedeći singl “Obećanje”. U prosincu 2015. Fluentes u suradnji s Vjekom Filipovićem iz Tamburaša slavonske krvi izdaje singl “Jedni drugima”.
Tijekom 2015. Zlatko Turkalj poziva Fluentes u projekt “Zimzeleno, a novo” te se iz toga poziva rađa obrada poznate pjesme Krunoslava Kiće Slabinca “Plavuša”. 2016. bendu se na bubnjevima pridružuje Tomislav Hajduković te nastaje singl “Vrijeme”. 
Sredinom 2017. godine Fluentes izdaje singl "Pusti da ljubav nosi me" koji doseže visoko 4. mjesto na nacionalnoj top ljestvici a ubrzo nakon toga pod okriljem izdavačke kuće Menart 5.6.2017. bend izdaje i svoj prvi album "Igra čekanja" na kojemu se nalaze svi singlovi koje je bend tijekom svojeg postojanja snimio.
Nakon vrlo uspješne 2017. godine Zlatko Turkalj sastavu početkom 2018. godine dodjeljuje nagradu Music Puba Zlatka Turkalja i proziva Fluentes grupom godine 2017. Sa singlom "Napokon" bend nastupa na 65. Zagrebačkom festivalu, te otvara novo poglavlje u svojem postojanju i radu sa zrelijim bendovskim zvukom koji će biti zastupljen na drugom albumu očekivanom tijekom 2019. godine.

## Diskografija

### Album
- Igra čekanja (Menart, 2017.)[3]
- Putnici (Menart, 2023.)[4]

### Singlovi
- “Kad podigneš zid” (2004.)
- “Opet zaljubljen” (2013.)
- “Možda mir” (2014.)
- “Nisam sam” (2014.)
- “Pođi na put” feat. Jelena Radan (2015.)
- “Obećanje” (2015.)
- “Jedni drugima” feat. Vjeko Filipović (2015.)
- “Plavuša” (2015.)
- “Vrijeme” (2016.)
- “Pusti da ljubav nosi me” (2017.)
- “Kraj” (2017.)
- “Napokon” (2018.)
- "Prava ljubav" (2018.)
- "Bez riječi" (2018.)
- "Ljetna haljina" (2019.)
- "Vrijeme da krenemo" (2024.)
- "Tišina u meni" feat. Dora & Nera (2024.)
- "Red" (2025.)

## Vanjske poveznice
- Fluentes na Discogsu